# Eduardo Domínguez Alfonso
Eduardo Domínguez Alfonso (Arona, 1840-Santa Cruz de Tenerife, 1923) fue un médico y  político español.

## Biografía
Nació en 1840 en la localidad tinerfeña de Arona, en las islas Canarias. Se licenció en medicina y cirugía en Barcelona y Madrid, y tras haber ampliado sus estudios en Lisboa, Londres, París y Berlín, regresó a Tenerife. Fue presidente del Establecimiento de Segunda Enseñanza en Santa Cruz de Tenerife.
Fue también el primer presidente del Cabildo Insular de Tenerife, constituido el 16 de marzo de 1913, hasta el 1 de enero de 1916. Falleció el 3 de diciembre de 1923 en Santa Cruz de Tenerife.